# Enduser
Enduser is de artiestennaam van Breakcore/Oldschool jungle/raggacore muzikant Lynn Standafer. Zijn werk werd uitgegeven door onder andere; Mirex, Ad Noiseam, en Outbreak Records.

## Discografie

### Albums
- 15 Tracks (2003)
- From Zero (2004)
- Run War (2005)
- Comparing Paths (2005)
- Calling the Vultures (2005)
- Form Without Function (2006)
- Pushing Back (2006)
- Left (2008)
- Even Weight (2011)

### Ep's
- Bollywood Breaks (2004)
- Mashed Up and Beat Down (2005)
- Manoeuvre EP (2005)
- Caustic Pulse (2005)
- The End (2005)
- 1/3 (2010)